# Grote wolfsklauw
De grote wolfsklauw (Lycopodium clavatum) is een vaste plant die behoort tot de wolfsklauwfamilie (Lycopodiaceae). De plant komt van nature voor in Eurazië, Amerika en de bergen van Afrika. In Nederland staat de soort op de Rode lijst van planten als zeldzaam en zeer sterk in aantal afgenomen. In Vlaanderen staat hij te boek als bedreigd en in Wallonië als kwetsbaar. Zowel in België als in Nederland is grote wolfsklauw wettelijk beschermd. De soort is giftig, maar wordt in sommige landen verzameld voor medicamenteuze doeleinden.

## Biologie

### Beschrijving
De plant wordt 5–15 cm hoog en heeft een 0,5–4 m lange, kruipende hoofdstengel. De in spiralen staande, onvruchtbare, 3–5 mm lange en 0,7–1 mm brede bladeren zijn schuin afstaand en naar binnen gekromd. Na tien tot vijftien jaar kunnen de planten zich voortplanten. Aan de top zit een lange, glasachtige haar.
De geelgroene, 2–3 cm lange en 5 mm brede aren verschijnen in juli en augustus en staan met een tot drie bij elkaar aan de einden van de opstijgende zijtakken. De aren bestaan uit vruchtbare bladeren, waarop aan de bovenzijde van de bladvoet grote, dikwandige, niervormige sporangiën zitten. De soortaanduiding clavatum ('geknotst') dankt de soort aan de knotsvormige sporenaren. De wortels zijn gaffelvormig vertakt.

### Reproductie
De sporen blijven drie tot acht jaar in rustfase. Gedurende deze tijd zakken ze drie tot tien centimeter de grond in. De ondergrondse gametofyt is omgekeerd-kegelvormig en ontwikkelt zich traag. Hij bereikt de seksuele fase pas na 6 tot 15 jaar en kan wel 20 jaar in leven blijven. Er zijn verschillende weefseltypes te onderscheiden. De gametofyt leeft in nauwe symbiose met een schimmel - mogelijk een Pythium-soort. Zonder de schimmel sterft de gametofyt wanneer hij nog maar een paar cellen groot is.
De sporofyt kan zich ook zeer goed vegetatief verspreiden met behulp van de lange, kruipende stengels. De soort kan zich nog enige jaren handhaven nadat de boomlaag de kroon sluit, maar uiteindelijk kwijnt hij weg. Als de concurrentiedruk laag blijft kunnen de planten lang leven en uitgestrekte kolonies vormen.

### Verspreiding
De grote wolfsklauw heeft een zeer groot verspreidingsgebied en komt voor op alle continenten uitgezonderd Australië. Het meest wordt hij gevonden in boreale gebieden, in het bijzonder in Siberië. In tropische streken blijft hij beperkt tot de hogere delen van gebergtes. Ten gevolge van dit grote areaal bestaan er vele verschillende vormen. Er bestaat een nagenoeg continue reeks vormen van zeer compacte planten met parallelle takken, aangedrukte bladeren en nauwelijks vertakte aarstelen tot planten die zich veel en alle kanten op vertakken met vertakte aarstelen en afstaand blad. De eerste is typisch voor koudere streken. Op grond hiervan zijn tal van variëteiten, ondersoorten en zelfs enige soorten beschreven, maar er is nog discussie of dit onderscheid enige taxonomische waarde heeft.

### Groeiplaatsen
Grote wolfsklauw is in de Lage Landen te vinden op zonnige, soms licht beschaduwde, vrij droge en beschutte, voedsel- en stikstofarme, zure en kalkarme, vaak enigszins verstoorde zandgrond en op stenige plaatsen. De plant groeit vooral op noordhellingen in heiden, borstelgraslanden en naaldbossen, met name lichte dennenbossen en in loofbossen, voornamelijk eiken-berkenbossen, in karrensporen, op open grazige heiden met verspreid groeiende grove dennen, op zandwallen en soms in schrale bermen, in grindgroeven en terreininsnijdingen. Ze is bestand tegen stagnerend water en uitdroging, maar verdraagt afbranden slecht.

## Eigenschappen
De grote wolfsklauw is giftig, hij bevat alkaloiden zoals lycopodine, chinoline, clavatine, clavatoxine en annotinine die allen de bloeddruk verhogen. Lycopodine stimuleert daarnaast de peristaltiek van de darm. Bij ratten veroorzaakt het baarmoedercontracties en is dodelijk in hogere doses. Verder bevat de plant fenolische kaneelzuurderivaten en flavonoids (apigenine). Het extract inhibeert prolyl-endopeptidase en wordt onderzocht als geheugenverbeteraar. De sporen bestaan voor circa 50% uit een groen-gele olie (80-86% C60H30O2 (decyl-isopropyl acrylzuur) en zijn daardoor licht-ontvlambaar. Verder bevatten de sporen onder andere glycerine, eiwit en vetzuren, maar geen alkaloïden. Ze zijn sterk water-afstotend (met sporen gepoederde handen blijven droog in water) maar kunnen na langdurig contact allergische en astmatische klachten veroorzaken. In diepe wonden kan het poeder na maanden tot jaren nog laesies veroorzaken die doen denken aan tuberculose of neoplasie.

## Gebruik
Grote wolfsklauw staat al eeuwenlang bekend als medicijn. In Europa was het in gebruik als diureticum bij oedeem en als middel tegen diarree, dysenterie en anurie; verder als zenuwstiller bij spasmes en watervrees, als laxatief, als versterkend middel bij reuma en als wondpoeder. Ook werd het toegepast als urineretentiemiddel bij tal van problemen met de urinewegen en een veelheid van andere aandoeningen, waaronder dyspepsie, indigestie, hartkloppingen, constipatie, borborygmen, oesofageale reflux, bloed ophoesten, duizeligheid en flauwvallen.
De sporen, worden om hun helende eigenschappen in de homeopathie gebruikt, maar niet meer in de allopathie. Ze stonden bekend onder de namen 'lycopodiumpoeder', 'lycopodium zaad', 'heksenmeel', 'plantaardig zwavel' en sporae lycopodii. Gedurende eeuwen zijn de sporen gebruikt als bloedstelpend middel en als poeder bij verschillende huidaandoenigen zoals eczeem, erysipelas en ontvellingen. Verder als babypoeder, om te voorkomen dat pillen aan elkaar plakken en om gegoten metaal los te krijgen van de mal. De hoge ontvlambaarheid maakte ze gewild voor flitslicht in theaters.
In laboratoria worden de sporen gebruikt bij het monitoren van pollen bij het vaststellen van de hooikoortsverwachting om een bekende base-line te hebben voor de pollen-traps. Sporopollenine van deze soort wordt wel gebruikt als basis bij de synthese van peptiden. Het blijft stabiel bij de chloromethylatie en andere standaardprocedures, en door de gelijkmatige grootte, goede commerciële beschikbaarheid en constante moleculaire structuur is het concurrerend met synthetische harsen.
Grote wolfsklauw wordt verhandeld, maar het is niet bekend in welke hoeveelheden. Ten minste China, Nepal, Oost-Europa, Rusland en de voormalige Sovjetrepublieken exporteren het product. In West-Europa komt de soort te weinig voor om nog te verzamelen. Rond 1990 bedroeg de export uit Nepal 40 ton per jaar.

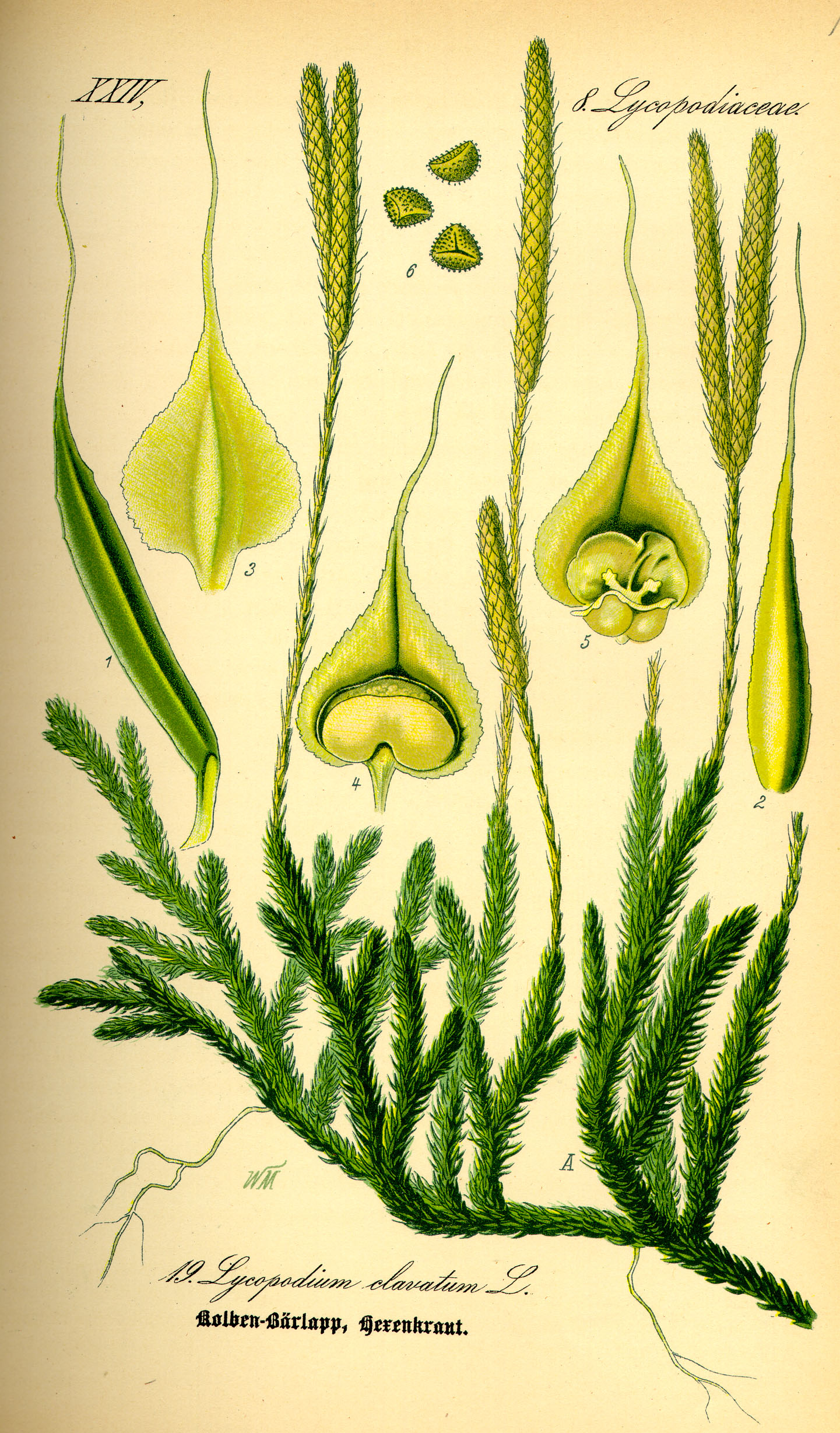
Illustratie
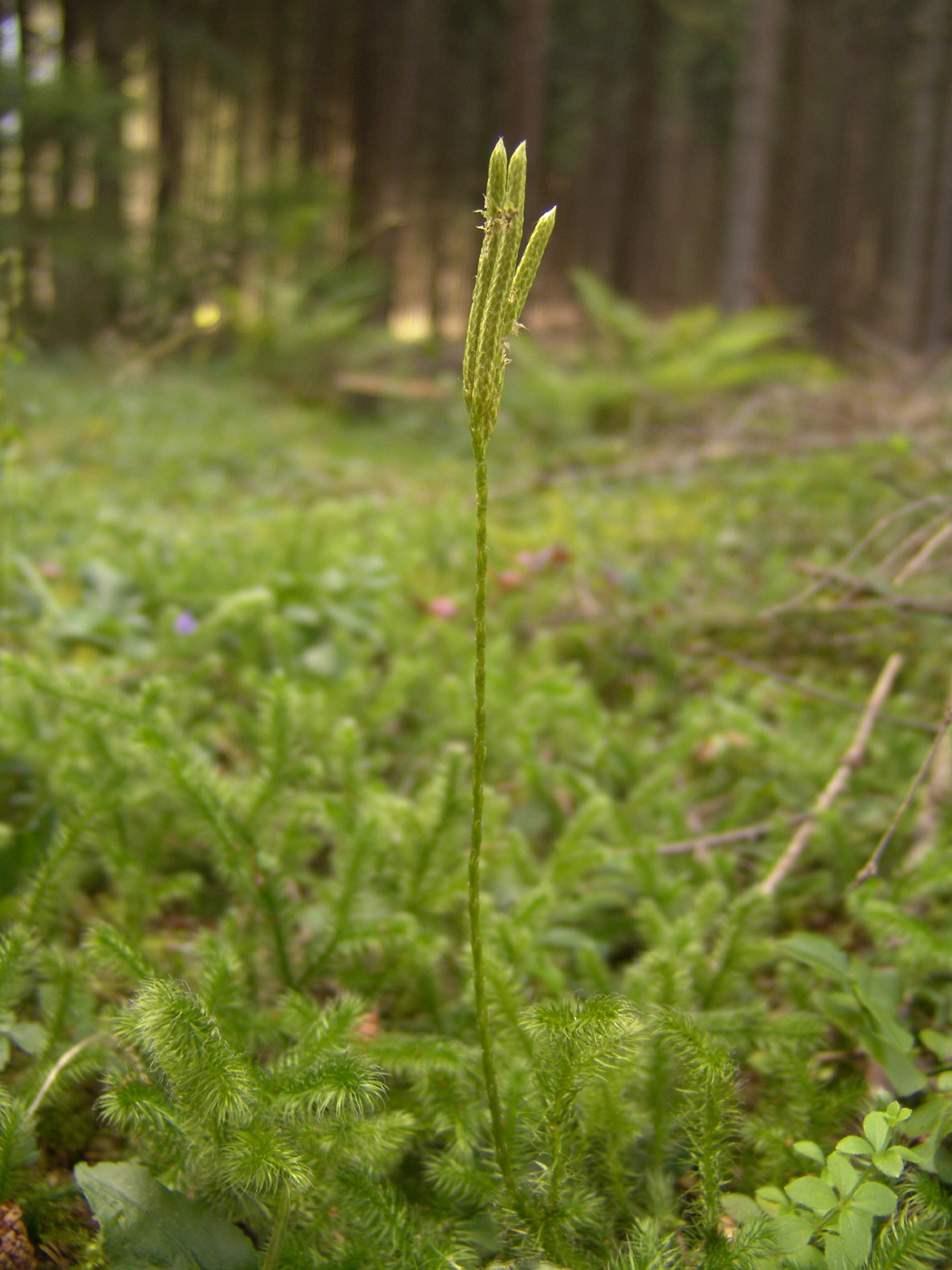
Sporenaren
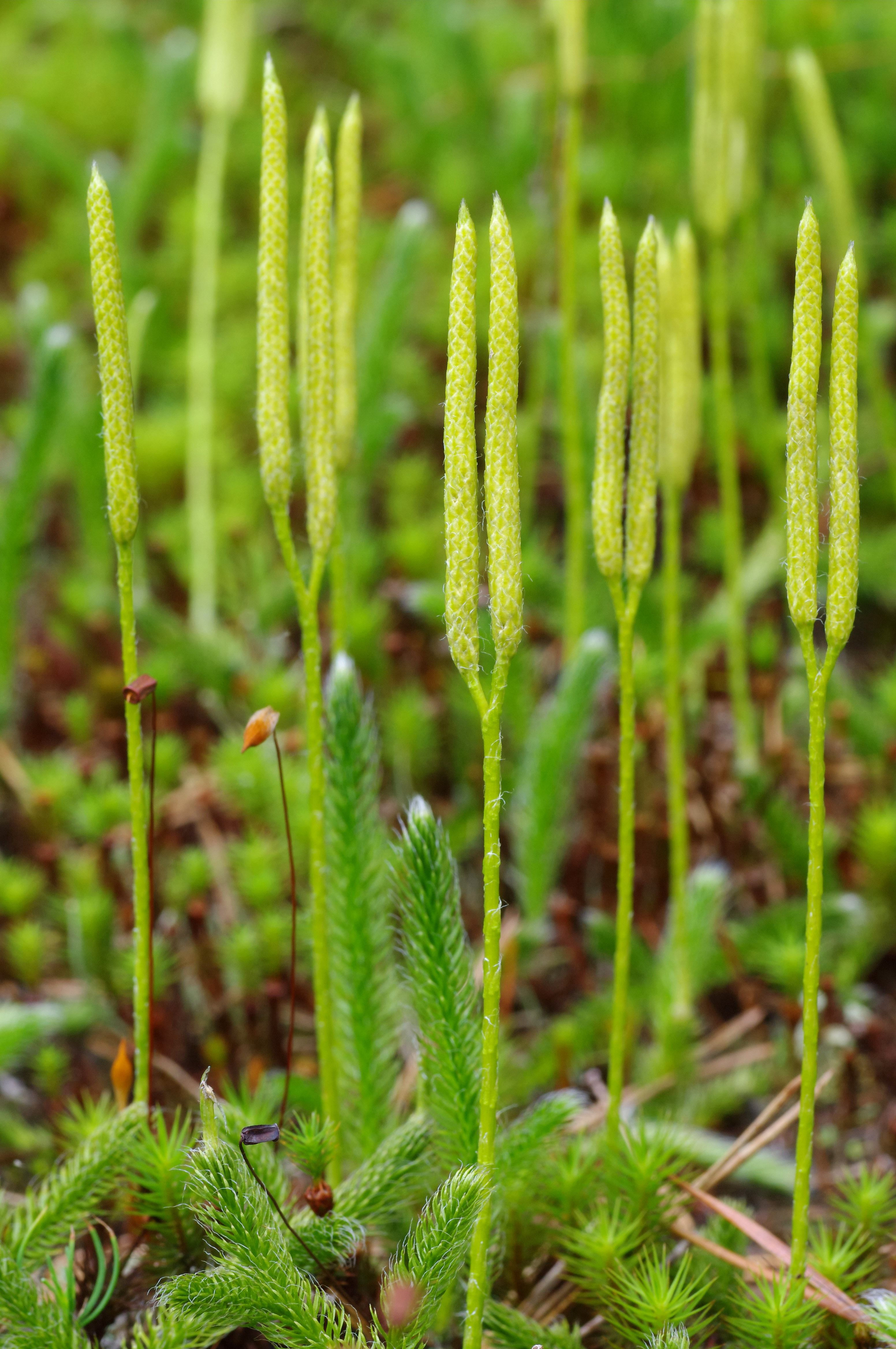
Sporenaren detail
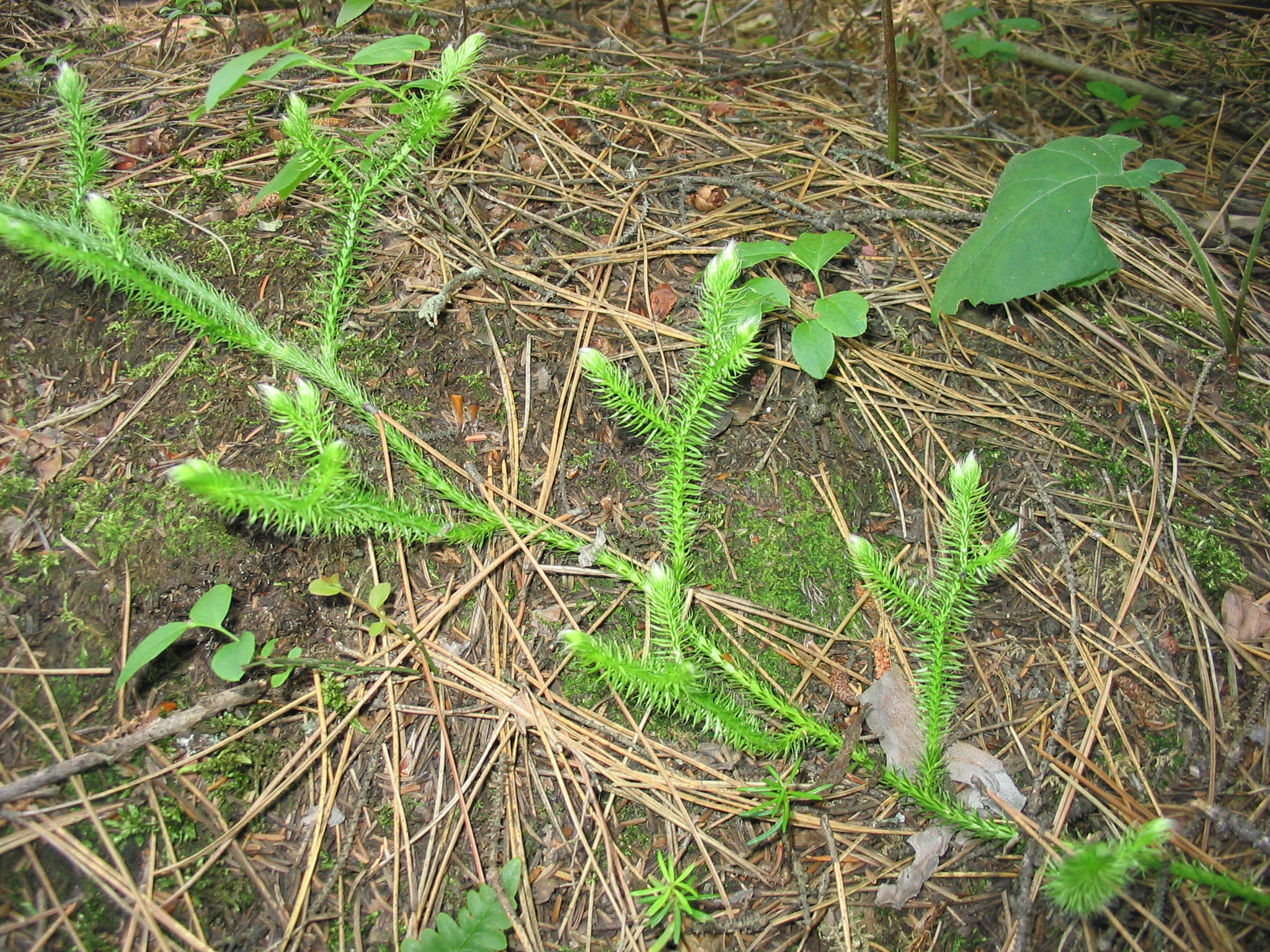
Hoofdstreng zonder sporenaren